# Mali czarodzieje
Mali czarodzieje (ang. Little Wizards, 1987) – amerykański serial animowany.
W 2001 roku, po przejęciu przez The Walt Disney Company Fox Kids Worldwide, w tym Marvel Productions, prawa do serialu przeszły na Disneya.

## Opis fabuły
Serial opowiada o młodym księciu Deksterze, którego ojciec-król umarł. Niedługo po tym, czarnoksiężnik imieniem Renvick ukradł koronę i ogłosił się królem. Kazał swoim sługom uwięzić Dekstera, w obawie, że stanie mu na drodze. Dekster jednak uciekł głęboko w las, gdzie znalazł ratunek u dobrego czarodzieja – Fineasa, który mieszkał wraz z młodym smokiem – Lulu. W czasie przygotowywania pewnej mikstury, Dekster niechcący wywołał eksplozję, powołując do życia 3 małe stworki, obdarzone magiczną mocą: Winkle, Gump i Boo. Dekster zdobywa Śpiewający Miecz, żeby być królem, ale Fineas mu mówi, że z mieczem w królestwie nie będzie pokoju. Dekster musi znaleźć inny sposób wyrzucenia Renvicka z tronu i przejąć go dla siebie. Mali czarodzieje zawsze przeżywają wielkie przygody i walczą z czarnymi charakterami, a szczególnie z Renvickiem, z pomocą Fineasa.

## Bohaterowie
- Dekster – młody książę bez korony, którego ojciec-król zmarł. Uciekł głęboko w las, gdzie odnalazł pomoc u dobrego czarodzieja i nauczyciela – Fineasa. Zdobył śpiewający miecz, żeby być królem, ale z mieczem w królestwie nie będzie pokoju.
- Fineas Willodium – czarodziej oraz nauczyciel. To on uratował księcia Dekstera z rąk złego czarnoksiężnika Renvicka. W odcinku „Powrót Do Przeszłości” Fineas jako młody czarodziej uczęszczał do szkoły dla czarodziejów.
- Lulu – młody smok niebieskiej sierści. Jest asystentką Fineasa. W odcinku „Smocza Opowieść” Lulu poznaje swoją matkę – Gwenę.
- Winkle – najmniejsza z grupy. Ma różową sierść. Potrafi unosić się w powietrzu poprzez wzdychanie i machanie nogami. Zawsze chodzi ze swoją lalką Baby.
- Gump – największy z grupy. Ma pomarańczową sierść. Potrafi zamienić się np. w drzewo, w dynię i wiele innych. Bardzo łatwo go wnerwić. Nienawidzi wody. Gdy oddycha, to jego oddech staje się wiatrem.
- Boo – średni z grupy. Ma niebieską sierść. Potrafi stać się niewidzialnym, z wyjątkiem oczu. Często bywa tchórzliwy. Umie również czegoś szukać.
- Renvick – czarnoksiężnik. Ukradł koronę zmarłego króla, ojca młodego księcia Dekstera, którego on sam ogłosił się królem. Za wszelką cenę chce pokonać księcia Dekstera, Fineasa i trójkę ich małych stworków, ale nie zawsze mu się udaje.
- Clovie – młoda służąca. W tajemnicy przed Renvickiem i swoją matką pomaga małym czarodziejom. Prawdopodobnie jest zakochana w Deksterze.
- William – wróbelek Clovie. Roznosi wiadomości małym czarodziejom.
- Elf Poszukiwacz – elf. Mali czarodzieje nazywają go Relfem. Najpierw był brzydki, ale potem mikstura Fineasa uczyniła go pięknym.
- Fang – pies Renvicka.
- Strażnicy – służą Renvickowi.

## Wersja polska
W Polsce serial posiada dwie wersje dubbingu. Pierwsza została opracowana przez Master Film i była emitowana w TVP1 w 1997 roku, druga z kolei wersja została opracowana przez IZ-Text i była emitowana na kanale Jetix Play od 3 marca 2008 roku do 31 lipca 2010 roku.

### Pierwszy dubbing (TVP1)
Wersja polska: Master Film

### Drugi dubbing (Jetix Play)
Opracowanie i udźwiękowienie wersji polskiej: na zlecenie Jetix IZ-Text Katowice

Dźwięk i montaż: Iwo Dowsilas i Mirosław Gongola

Tekst polski: Anna Hajduk

Reżyseria: Dariusz Stach

W polskiej wersji wystąpili:
- Iwona Fornalczyk – Dekster
- Agnieszka Wajs – Winkle
- Agnieszka Kwietniewska – Boo
- Anita Sajnóg – 
  - Lulu,
  - Clovie
- Wiesław Sławik – Gump
- Mirosław Neinert – Renvick
- Krzysztof Korzeniowski – Fineas
- Dariusz Stach
- Ireneusz Załóg
- Maciej Walentek
- Magdalena Korczyńska

i inni

### VHS
Serial został wydany na  czterech kasetach VHS. Dystrybucja w Polsce: Elgaz.

## Odcinki

### Spis odcinków
| Premiera odcinka (TVP1) | Premiera odcinka (Jetix Play) | N/o | Polski tytuł (TVP1) | Polski tytuł (Jetix Play)    | Angielski tytuł                  |
| ----------------------- | ----------------------------- | --- | ------------------- | ---------------------------- | -------------------------------- |
|                         |                               |     |                     |                              |                                  |
| SERIA PIERWSZA          |                               |     |                     |                              |                                  |
|                         |                               |     |                     |                              |                                  |
| 23.06.1997              | 03.03.2008                    | 01  |                     | Śpiewający miecz             | The Singing Sword                |
|                         |                               |     |                     |                              |                                  |
| 30.06.1997              | 04.03.2008                    | 02  |                     | Brzydkie elfiątko            | The Ugly Elfling                 |
|                         |                               |     |                     |                              |                                  |
| 07.07.1997              | 05.03.2008                    | 03  |                     | Kacza sprawa                 | Everything’s Ducky               |
|                         |                               |     |                     |                              |                                  |
| 14.07.1997              | 06.03.2008                    | 04  |                     | Powrót do przeszłości        | Zapped From The Future           |
|                         |                               |     |                     |                              |                                  |
| 21.07.1997              | 07.03.2008                    | 05  |                     | Nic nie pamiętam             | I Remember Mama                  |
|                         |                               |     |                     |                              |                                  |
| 28.07.1997              | 08.03.2008                    | 06  | Róg Jednorożca      | Róg Jednorożca               | The Unicorn’s Nada               |
|                         |                               |     |                     |                              |                                  |
| 11.08.1997              | 09.03.2008                    | 07  |                     | Małe kłopoty                 | A Little Trouble                 |
|                         |                               |     |                     |                              |                                  |
| 04.08.1997              | 10.03.2008                    | 08  | Opowieść o smokach  | Smocza opowieść              | A Dragon Tale                    |
|                         |                               |     |                     |                              |                                  |
| 18.08.1997              | 11.03.2008                    | 09  |                     | Gump, który miał lepkie ręce | Things That Go Gump In The Night |
|                         |                               |     |                     |                              |                                  |
| 25.08.1997              | 12.03.2008                    | 10  |                     | Gump, który mógł być królem  | The Gump Who Would Be King       |
|                         |                               |     |                     |                              |                                  |
| 07.09.1997              | 12.03.2008                    | 11  |                     | Szczęście zależy od ciebie   | The Stops Here                   |
|                         |                               |     |                     |                              |                                  |
| 14.09.1997              | 13.03.2008                    | 12  |                     | Ochroniarz Boo               | Boo’s Boyfriend                  |
|                         |                               |     |                     |                              |                                  |
|                         | 14.03.2008                    | 13  |                     | Duże Gumpy nie płaczą        | Big Gump’s Don’t Cry             |
|                         |                               |     |                     |                              |                                  |

### Opisy odcinków
- Odcinek 1 – „Śpiewający miecz”
Mali czarodzieje dowiadują się o zaginionym, śpiewającym mieczu, który został wbity w kamień i wyruszają do ciemnego kraju na poszukiwanie. Dekster bardzo chce mieć miecz, żeby mógł być królem. Renvick również dowiaduje się o śpiewającym mieczu i postanawia go poszukać. Mali czarodzieje, Fineas i Lulu (z pomocą Clovie) muszą powstrzymać Renvicka za wszelką cenę i odebrać śpiewający miecz. Dekster używa zaklęcia znikania, żeby wysłać miecz z powrotem do ciemnego kraju, bo Fineas mu mówił, że z mieczem nie będzie pokoju.
- Odcinek 2 – „Brzydkie elfiątko”
Podczas dawania pieniędzy do skrzyni, jeden z rycerzów Renvicka odnajduje Elfa Poszukiwacza. Elf dostaje zadanie od Renvicka, jeśli przyprowadzi Dekstera, to będzie piękny, a jeżeli nie przyprowadzi Dekstera, to będzie brzydki na zawsze. W końcu elf odnajduje Dekstera i małych czarodziei i prosi ich, żeby poszli do Renvicka. Następnego ranka mali czarodzieje odnajdują Renvicka, lecz niestety, elf zostaje porwany przez Renvicka. Mali czarodzieje muszą powstrzymać Renvicka nim będzie za późno. Dzięki miksturze Fineasa, elf staje się piękny i opuszcza małych czarodziejów. Teraz poszukiwaczem jest Boo.
- Odcinek 3 – „Kacza sprawa”
Clovie zostaje uwięziona w zamku wraz z pojawieniem się wody, tzw. powodzi. William daje wiadomość Małym Czarodziejom. Mali czarodzieje biorą zmieniający pył i się zmieniają w kaczki. Mali Czarodzieje wracają do normy, ale Gump zużywa całe antidotum Deksterowi. Książę Dekster zamieniony w kaczkę oraz mali czarodzieje muszą uratować Clovie nim będzie za późno. Fineas ratuje Małych Czarodziejów i Clovie zmieniając Dekstera w człowieka.
- Odcinek 4 – „Powrót do przeszłości”
Mali czarodzieje wsiadają do krzesła i zaczynają się kręcić, ale pewna siła wciąga ich do przeszłości, gdzie spotykają Fineasa i Renvicka jako młodych czarodziei. Młody Fineas staje przed trudnym zadaniem, jeżeli nie zostanie dobrym czarodziejem to będzie zwolniony. Mali czarodzieje muszą stanąć w twarzą w twarz z młodym Renvickiem i pomóc Fineasowi. Po powrocie do szkoły Fineas zostaje dobrym czarodziejem, a Renvick dostaje karę od nauczyciela. Mali Czarodzieje wracają do teraźniejszości.
- Odcinek 5 – „Nic nie pamiętam”
Fineas przygotowuje się do ważnego testu czarodziejów, organizowanego co dziesięć lat. Jednak podczas wyprawy na spacer skokokijem Fineas zostaje uderzony w głowę i traci pamięć. Mali czarodzieje robią wszystko, by pomóc Fineasowi w zdaniu testu. Tymczasem Renvick stworzył kamień, który pozbawi mocy czarodziei na teście. Renvick pojawia się na teście i przyłapuje Małych Czarodziejów. Fineas oblewa test. Okazuje się, że ten kto obleje test to nie będzie używał mocy do następnego testu. Mali Czarodzieje dowiadują się, że upadek ze skokokija spowodował utratę pamięci i Fineas zostaje uleczony. Renvick tymczasem porywa Dekstera. Renvick aktywuje swój kamień. Fineas niszczy kamień, ratuje Dekstera i wypędza Renvicka używając swoich mocy, których miał użyć na teście. Fineas znowu zdaje test.
- Odcinek 6 – „Róg Jednorożca”
Podczas wyprawy na ryby, mali czarodzieje spotykają młodego jednorożca. Renvick postanawia za wszelką cenę ukraść jednorożca i odciąć mu róg. Mali czarodzieje (z pomocą Clovie) muszą pokonać Renvicka i pomóc młodemu jednorożcowi.
- Odcinek 7 – „Małe kłopoty”
Winkle jest zła na małych czarodziei, ponieważ jest zbyt mała aby pomóc. W nocy Winkle za pomocą magicznej książki postanawia stać się dużą dziewczynką, ale jej czar nie działa i nadal pozostaje tak jak dotychczas. Nie tylko ona jest mała, ale i mali czarodzieje oraz Fineas i Lulu także stali się mniejsi. Mali czarodzieje (z pomocą Clovie) muszą jak najprędzej dotrzeć do zamku Renvicka po magiczną miksturę nim będzie za późno.
- Odcinek 8 – „Smocza opowieść”
Mali czarodzieje wybierają się samolotem w podróż do krainy smoków. Podczas przybycia do krainy smoków, Lulu spotyka swoją matkę – Gwenę. Czarnoksiężnik Renvick i jego sługa idą do krainy smoków, by stać do walki ze smoczycą. Niestety, zostaje trafiona i traci przytomność. Fineas, Lulu i Winkle muszą pomóc smoczycy, a tymczasem Dekster, Gump i Boo pilnują smoczego jaja.
- Odcinek 9 – „Gump, który miał lepkie ręce”
Gump niechcący niszczy różdżkę Fineasa i zastępuje ją zwykłym kijem. Fineas zabiera kij i idzie z Deksterem i Wnikle pomóc niedźwiedziowi. Lulu zostaje porwana przez wiedźmę, ale Fineas, Gump i Boo ją ratują. Okazuje się, że wiedźma chce mieć moce Fineasa, ale Fineas, Lulu, Gump i Boo krzyżują jej plany. Tymczasem pomimo słów Fineasa, Dekster i Winkle używają magii, żeby ściągnąć niedźwiedzia z drzewa, ale Dekster też zostaje uwięziony na drzewie. Fineas go ratuje używając różdżki wiedźmy.
- Odcinek 10 – „Gump, który mógł być królem”
Fineas i Lulu lecą do chorego maga. Fineas prosi Dekstera, aby przytrzymał linę, oczywiście Gump wszystko psuje. Pakuje walizki i wyprowadza się do wielkiego lasu. Gump zostaje schwytany przez skrzaty. Mali czarodzieje idą na ratunek. W końcu odnajdują Gumpa jako mędrca, gdzie Królek prosi go, by ożenił się z młodą księżniczką – Lukką. Mali czarodzieje muszą uwolnić Gumpa z rąk skrzatów, ale zanim to zrobią, będą musieli pomóc olbrzymowi i przywrócić jego wygląd.
- Odcinek 12 – „Ochroniarz Boo”
Ogry kradną żywność rodzinie Elfa Poszukiwacza. Mali czarodzieje robią miksturę, tworząc Ernolda z rogiem nosorożca. Niestety, ogry porywają Winkle, Gumpa, Elfa oraz Ernolda. Boo musi uratować czwórkę i pokonać ogry.
- Odcinek 13 – „Duże Gumpy nie płaczą”
Podczas przebywania na pikniku Dekster próbuje polecieć latawcem po całym świecie, ale zostaje porwany przez wiatr, gdzie leci wraz z Lulu i Williamem do lodowatego zamku czarownicy. Clovie i mali czarodzieje muszą odnaleźć Dekstera i Lulu nim czarownica zamrozi wszystkich ludzi. Tymczasem Renvick zwalnia dwóch strażników. Podczas pojścia po lesie, strażnicy zauważają Clovie z Małymi Czarodziejami. William ucieka z zamku czarownicy i ostrzega Fineasa. Lulu zostaje zamrożona, a Dekster zostaje zamieniony w żabę. Clovie i Mali Czarodzieje przybywają do zamku czarownicy. Gdy Gump i Clovie sprawdzali plan czarownicy, czarownica się pojawia. Gump aktywuje swoje moce, a czarownica zamraża Clovie. Gump zaczyna płakać, ale jego łzy odmrażają Lulu, Clovie i innych i niszczą czarownicę. Fineas i William przybywają i Clovie przemienia Dekstera w człowieka całując go. Zanim to się stało Dekster się dowiedział, że strażnicy odkryli Clovie i wyjaśnia to jej. Clovie wraca do zamku latawcem. Strażnicy mówią Renvickowi o Clovie. Gdy Renvick widzi Clovie w łóżku, Renvick znowu zwalnia strażników.